# アリルアルコールデヒドロゲナーゼ
アリルアルコールデヒドロゲナーゼ（allyl-alcohol dehydrogenase）は、次の化学反応を触媒する酸化還元酵素である。
アリルアルコール + NADP+ {\displaystyle \rightleftharpoons } アクロレイン + NADPH + H+
反応式の通り、この酵素の基質はアリルアルコールとNAD+、生成物はアクロレインとNADHとH+である。
組織名はallyl-alcohol:NADP+ oxidoreductaseである。